# Радин, Николай Мариусович
Никола́й Ма́риусович Ра́дин (настоящая фамилия Казанков; 3 [15] декабря 1872, Санкт-Петербург, Российская империя — 24 августа 1935, Москва, СССР) — русский советский актёр театра и кино, театральный режиссёр; заслуженный артист Республики (1925).

## Биография
Внебрачный сын актёра М. М. Петипа, внук прославленного балетмейстера М. И. Петипа. Мать — портниха Мария Казанкова.
Первой женой была известная в своё время актриса Наталья Лисенко. Они вместе работали в театре, а кроме того, Лисенко снималась в кино вместе с Иваном Мозжухиным (супругой которого позже стала) и по популярности могла сравниться с Верой Холодной.
Вторая жена — известная драматическая актриса Е. М. Шатрова, рядом с которой он похоронен на Ваганьковском кладбище в Москве.
Окончил юридический факультет Петербургского университета (1900). Выступал в любительских спектаклях.

## Театр
Как актёр-профессионал участвовал в гастролях с В. Ф. Комиссаржевской (1902—1903), где исполнил роли: Келлер — «Родина» и Кесслер — «Бой бабочек» Зудермана, Паратов — «Бесприданница» А. Н. Островского и др.).
В 1903—1908 — в труппе Театра Корша в Москве.

Работа в Театре Корша под руководством Н. Н. Синельникова заменила Радину театральную школу: Радин приобрёл здесь опыт, технику, чувство ансамбля, выработал особую изящную простоту исполнения— Театральная энциклопедия
Среди ролей — Дульчин («Последняя жертва», 1904), Наблоцкий («Карьера Наблоцкого» Барятинского, 1904), Анатоль («Анатоль» А. Шницлера, 1904), Музон («Красная мантия» Э. Бриэ, 1905).
В 1908—1911 — в Одессе в антрепризе у М. Ф. Багрова).
Среди ролей: Астров («Дядя Ваня», 1908), Глумов (1908) и Крутицкий (1910) — «На всякого мудреца довольно простоты», Петруччио (1909); Бенедикт («Много шума из ничего», 1910) и др.
В 1911—1914 — в Киеве, театр Соловцова. Среди ролей: Каренин («Живой труп», 1911), Тартюф (1911), Дон Жуан («Дон Жуан» Мольера, 1912) и др.
В 1914—1918 — в труппе Московского драматического театра Е. М. Суходольской; роли: Джон Уортинг («Легкомысленная комедия для серьёзных людей» Уайльда, 1914), Петруччио («Укрощение строптивой» Шекспира, 1914), Хиггинс («Пигмалион» Шоу, 1914), кн. Вольский (1916), «Касатка» А. Н. Толстого, Драгоменецкий (1917) — «Горький цвет» А. Н. Толстого.
В 1918—1932 — в Москве, бывший Театр Корша (Московский драматический театр «Комедия»), где стал не только актёром, а режиссёром и, после того как Ф. А. Корш продал свой театр, художественным руководителем.
В это время в Москву прибыла успешная провинциальная актриса Дарья Зеркалова. Принятая в театр Корша, она потребовала для себя главные роли. Однако Радин ответил ей как верный муж: «Вы будете играть только те роли, которые не захочет играть Елена Митрофановна». В результате Зеркалова подала в суд, но дело проиграла. Зеркалова, не прогадав, ушла в ЦТСА, а потом в Малый театр. А Шатрова и Радин продолжали играть все основные роли, и своим успехом театр был обязан этой супружеской паре. Но их настигает страшное горе: от туберкулезного менингита умерла единственная дочь Марина. К тому времени и в театре начались конфликты, они вынуждены были уйти оттуда. Сезон 1924/25 — Театр им. МГСПС, сезон 1927-28 — Краснодарский театр. Впрочем, через некоторое время (сезон 1928/29) они вернулись. Но в 1932 году бывший театр Корша был закрыт.
Роли в этот период:
- 1913 — «Чайка» А. П. Чехова — Тригорин
- 1913 — «Сказка про волка» Мольнара — Георг Сабо
- 1913 — «Нума Руместан» А. Доде — Нума
- 1914 — «Стакан воды» Скриба — Болинброк
- 1914 — «Пигмалион» Шоу — профессор Хиггинс (первый исполнитель на русской сцене)
- 1915 — «Дон Жуан» Мольера — Дон Жуан
- 1916 — «Касатка» А. Н. Толстого — князь Бельский
- 1916 и 1919 — «Золотая осень» Г.де Кайяне и Р. Де Флер — граф де Ларзак
- 1918 — «Мизантроп» Мольера — Альцест
- 1918 — «Дон Сезар де Базан» Ф. Дюмануара и А. д’Эннери (по драме В.Гюго «Рюи Блаз») — Дон Сезар де Базан
- 1918 — «Рюи Блаз» Гюго — Рюи Блаз
- 1918 — «Дилемма» Шоу (пост. А. Петровского)
- 1920 — «Сирано де Бержерак» Э. Ростана, реж. А. А. Санин, художник Соколов — Сирано
- 1921 — «Слесарь и канцлер» А. В. Луначарского, режиссёры А. П. Петровский и А. А. Санин, художник Соколов (театр Корша) — Кеппен
- 1924 — «Ревизор» Гоголя, режиссёр В. М. Бебутов — почтмейстер Шпекин, Хлестаков
- 1924 — «Праздник Иоргена» Прокофьева по Бергстедту — Микаэль
- 1925 — «Идеальный муж» О. Уайльда — лорд Горинг
- 1926 — «Васильковые дурачества» П. С. Сухотина — Николай I
- 1926 — «Торговцы славой» М. Паньоля и П. Нивеза, режиссёр Радин — Берлюро
- «Яд» А. В. Луначарского режиссёр Н.Радин — Вильнер
- 1927 — «Ремесло г-на кюре» Вотейля, постановка Радина — Кюре
- 1927 — «Разлом» Лавренёва — Берсенев
- 1928 — «Человек с портфелем» А. Файко — Гранатов
- 1928 — «Инженер Мерц» Никулина, режиссёр Радин — инженер Мерц
- 1929 — «Ложь» Вернейля, режиссёры Н.Радин и Е. Шатрова — Морис
- 1928 — «Деловой человек» В. Газенклевера — Мёбиус
- 1929 — «Болото» М.Панголя и П. Нивуа — Топаз
- «Медведь» А.Чехова — Григорий Степанович Смирнов
- «Обращение капитана Бросбаунда» Дж. Б. Шоу, реж. А. Д. Дикий — Капитан
- 1930 — постановка «Цианистого калия» Вольфа

В 1932 году бывший театр Корша был закрыт.
В 1932—1935 — в труппе Малого театра.
Роли:
- «Стакан воды» Э. Скриба — Болингброк
- 1932 — «Плоды просвещения» Л. Толстого — Звездинцев
- 1933 — «Касатка» А. Н. Толстого, режиссёр Радин — князь Бельский
- 1933 — «Враги» М. Горького — Захар Бардин
- 1934 — «Бойцы» Б. С. Ромашов — Константин Лечницкий
- «Хорошо сшитый фрак» Г. Дрегелли — портной Мельцер
- «Женитьба Белугина» А. Н. Островский — Агишин
- «Строитель Сольнес» Г. Ибсен — Сольнес

## Роли в кино
- 1915 — Катюша Маслова — Дмитрий Нехлюдов
- 1915 — Леон Дрей — Леон Дрей
- 1915 — Плебей — Жан
- 1915 — Андрей Тобольцев
- 1916 — Женщина, взглянувшая в глаза смерти — Иенсен
- 1917 — Голубая кровь — князь Ашимов
- 1917 — Будем, как солнце — меценат
- 1917 — За счастьем — Дмитрий Гжатский, адвокат
- 1917 — Король Парижа — Венкон
- 1917 — Набат — Игорь Орловский
- 1917 — Тени любви
- 1918 — Заемная жена — Джон
- 1918 — Мечта и жизнь — Валерий Радомский
- 1918 — Тереза Ракен
- 1918 — Мисс Мэри — Арчибальд Фальклэнд
- 1918 — Тимбутс — гроза Парижа
- 1926 — Предатель — фон Дитц
- 1932 — Мёртвый дом — Дубельт
- 1934 — Марионетки — архиепископ Ре

## Смерть. Значение творчества
В декабре 1934 года, как раз в день похорон Кирова, когда вся страна была в трауре и повсюду проходили траурные митинги и обязательные собрания, с ним случился инсульт; вскоре он скончался. Похоронен на Ваганьковском кладбище (17 уч.).
Жена, Елена Митрофановна Шатрова занялась творческой и общественной работой, заведуя социальными вопросами при ВТО, оказывая материальную помощь многим театральным деятелям. Похоронена рядом с мужем.

### Театральная энциклопедия
Блестящие внешние данные, элегантные манеры, умение носить костюм обеспечили Р. успех в т. н. салонных комедиях. Созданные им образы были отмечены жизнерадостностью, обаянием, юмором. «…Естественность и непринужденность тона, пленительную манеру вести разговор, лукавую усмешку, стремительную смену выражений лица — все то, что ему было дано природой, он сумел перенести на сцену, не утратив ни доли жизненности и правдивости»
— Никулин Л., Люди русского искусства, 1947, с. 211).
Георгий Бахтаров в своих мемуарах написал:

Радин, герой-красавец… В его лице русский театр приобрел одного из блестящих актёров. Он переиграл в театре много западных комедий. Был очень красив и даже в не отличающих глубиной комедиях создавал образы более интересные, чем они замышлялись авторами.
— «Записки актера. Гении и подлецы»